# 4-Millimeter-Band
Als 4-Millimeter-Band bezeichnet man den Frequenzbereich von 75,5 bis 81,5 GHz. Er liegt im Mikrowellenspektrum. Der Name leitet sich von der ungefähren Wellenlänge dieses Frequenzbereiches ab. Dieser Frequenzbereich ist dem Amateurfunkdienst zugewiesen. Zusätzlich ist der Teilbereich 76 bis 78 GHz dem Amateurfunkdienst über Satelliten zugewiesen.
Die erste Zweiweg-Funkverbindung auf diesem Band in der Schweiz erfolgte am 30. Dezember 1986, über eine Distanz von einem halben Kilometer.